# کرکورو
کرکورو (به هلندی: Kerkwerve) یک منطقهٔ مسکونی در هلند است که در اسخائن-دایفه‌لاند واقع شده‌است. کرکورو ۱٬۰۵۶ نفر جمعیت دارد.